# Pringy, Haute-Savoie
Pringy là một xã trong tỉnh Haute-Savoie thuộc vùng Rhône-Alpes đông nam Pháp.
Voir aussi (see also) http://www.pringy74.fr Lưu trữ ngày 17 tháng 6 năm 2016 tại Wayback Machine

## Geography
The Fier forms part of the commune's southern border.